# باشگاه فوتبال موانگتونگ یونایتد
باشگاه فوتبال موانگتونگ یونایتد (به تایلندی: สโมสรฟุตบอล เมืองทอง ยูไนเต็ด) یک باشگاه فوتبال در استان نونتابوری، شهر موانگ تونگ تاهی و در کشور تایلند می‌باشد که در لیگ برتر فوتبال تایلند بازی می‌کند.
این باشگاه در سال ۱۹۷۰ تأسیس شده‌است.